# Ligue ARC
La Ligue ARC (Association d'Aviron de Cantabrie) est une des trois ligues d'aviron en banc fixe créées par les clubs d'aviron de la zone nord de l'Espagne, en particulier la région cantabrique et le Pays basque, qui n'appartenaient pas à la Ligue San Miguel (ACT).
Située sous la Ligue San Miguel, c'est la catégorie "argent" de l'aviron, avec la Ligue Nord-Ouest de trainières ou Ligue Galicienne (LGT). Elle sert, tout comme la première, à soutenir et à promouvoir une discipline sportive de l'aviron qui fait partie de l'histoire des peuples qui intègrent la corniche cantabro-atlantique nord de l'Espagne.
Les régates se déroulent pendant les mois de juin à octobre avec un suivi de tous les moyens de communication ainsi que des amateurs fidèles. La ligue ARC, comprend deux groupes de compétition depuis sa fondation en 2006, le Groupe 1 et le Groupe 2. Ils forment un total de 29 clubs et plus de 500 rameurs pour la saison 2010.

## Éditions

### Groupe 1
| Année | Clubs | Vainqueur       | Second        | Troisième      |
| 2006  | 12    | San Pedro (127) | Isuntza (110) | Getaria (90)   |
| 2007  | 12    | Getaria (148)   | Koxtape (134) | Isuntza (116)  |
| 2008  | 12    | Kaiku (157)     | Isuntza (145) | Camargo (137)  |
| 2009  | 12    | Astillero (174) | Koxtape (165) | Santurce (133) |
| 2010  | 12    | Santurce (148)  | Camargo (147) | Isuntza (142)  |

### Groupe 2
| Année | Clubs | Vainqueur         | Second           | Troisième         |
| 2006  | 10    | Kaiku (98)        | Ur-Kirolak (74)  | Urola-Kosta (73)  |
| 2007  | 10    | Castro B (109)    | Portugalete (99) | Busturialdea (96) |
| 2008  | 11    | Astillero (143)   | Orio B (130)     | Trintxerpe (101)  |
| 2009  | 13    | Deusto (175)      | Trintxerpe (170) | Getxo (154)       |
| 2010  | 16    | Portugalete (236) | Santoña (222)    | Zumaia B (214)    |